# Wahlkreis Na h-Eileanan an Iar (House of Commons)
| Na h-Eileanan an Iar |
| -------------------- |
| Na h-Eileanan an Iar |
| Gebildet             |
| 1918                 |
| Abgeordneter         |
| Angus MacNeil (SNP)  |
| Regionen             |
| Äußere Hebriden      |

Na h-Eileanan an Iar (bis 2005 Western Isles) ist ein Wahlkreis für das Britische Unterhaus. Bis 1918 waren die Äußeren Hebriden in zwei Wahlkreise der Highlands integriert, Ross and Cromarty sowie Inverness-shire. 1918 wurde die Inselgruppe aus diesen als eigener Wahlkreis ausgegliedert. Er deckt damit die gesamte heutige Council Area Äußere Hebriden ab und ist deckungsgleich mit dem gleichnamigen Wahlkreis für das schottische Parlament. Der Wahlkreis entsendet einen Abgeordneten.

## Wahlergebnisse

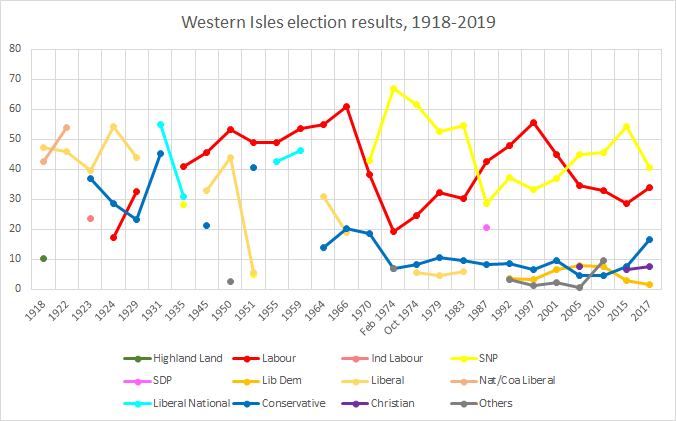
Wahlergebnisse des Wahlkreises über die Zeit

### Unterhauswahlen 1918
| Ergebnisse der Unterhauswahlen 1918 | Ergebnisse der Unterhauswahlen 1918 | Ergebnisse der Unterhauswahlen 1918 | Ergebnisse der Unterhauswahlen 1918 | Ergebnisse der Unterhauswahlen 1918 |
| Partei                              | Partei                              | Kandidat                            | Stimmen                             | %                                   |
| ----------------------------------- | ----------------------------------- | ----------------------------------- | ----------------------------------- | ----------------------------------- |
|                                     | Liberal                             | Donald Murray                       | 3765                                | 47,3                                |
|                                     | Coalition Liberal                   | William Cotts                       | 3375                                | 42,5                                |
|                                     | Highland Land League                | Hugh MacGowan                       | 809                                 | 10,2                                |

### Unterhauswahlen 1922
| Ergebnisse der Unterhauswahlen 1922 | Ergebnisse der Unterhauswahlen 1922 | Ergebnisse der Unterhauswahlen 1922 | Ergebnisse der Unterhauswahlen 1922 | Ergebnisse der Unterhauswahlen 1922 |
| Partei                              | Partei                              | Kandidat                            | Stimmen                             | %                                   |
| ----------------------------------- | ----------------------------------- | ----------------------------------- | ----------------------------------- | ----------------------------------- |
|                                     | National Liberal Party              | William Cotts                       | 6177                                | 54,1                                |
|                                     | Liberal                             | Donald Murray                       | 5238                                | 45,9                                |

### Unterhauswahlen 1923
| Ergebnisse der Unterhauswahlen 1923 | Ergebnisse der Unterhauswahlen 1923 | Ergebnisse der Unterhauswahlen 1923 | Ergebnisse der Unterhauswahlen 1923 | Ergebnisse der Unterhauswahlen 1923 |
| Partei                              | Partei                              | Kandidat                            | Stimmen                             | %                                   |
| ----------------------------------- | ----------------------------------- | ----------------------------------- | ----------------------------------- | ----------------------------------- |
|                                     | Liberal                             | Alexander Livingstone               | 3391                                | 39,6                                |
|                                     | Unionist                            | William Morrison                    | 3158                                | 36,9                                |
|                                     | Independent Labour                  | Hugh McCowan                        | 2011                                | 23,5                                |

### Unterhauswahlen 1924
| Ergebnisse der Unterhauswahlen 1924 | Ergebnisse der Unterhauswahlen 1924 | Ergebnisse der Unterhauswahlen 1924 | Ergebnisse der Unterhauswahlen 1924 | Ergebnisse der Unterhauswahlen 1924 | Ergebnisse der Unterhauswahlen 1924 |
| Partei                              | Partei                              | Kandidat                            | Stimmen                             | %                                   | ±                                   |
| ----------------------------------- | ----------------------------------- | ----------------------------------- | ----------------------------------- | ----------------------------------- | ----------------------------------- |
|                                     | Liberal                             | Alexander Livingstone               | 4579                                | 54,2                                | +14,6                               |
|                                     | Unionist                            | William Morrison                    | 2318                                | 28,6                                | −8,3                                |
|                                     | Labour                              | A.G. Burns                          | 1454                                | 17,2                                | −6,3                                |

### Unterhauswahlen 1929
| Ergebnisse der Unterhauswahlen 1929 | Ergebnisse der Unterhauswahlen 1929 | Ergebnisse der Unterhauswahlen 1929 | Ergebnisse der Unterhauswahlen 1929 | Ergebnisse der Unterhauswahlen 1929 | Ergebnisse der Unterhauswahlen 1929 |
| Partei                              | Partei                              | Kandidat                            | Stimmen                             | %                                   | ±                                   |
| ----------------------------------- | ----------------------------------- | ----------------------------------- | ----------------------------------- | ----------------------------------- | ----------------------------------- |
|                                     | Liberal                             | Thomas Ramsay                       | 4877                                | 44,1                                | −10,1                               |
|                                     | Labour                              | John M. MacDiarmid                  | 3589                                | 32,5                                | +15,3                               |
|                                     | Unionist                            | Iain MacAlisdair Moffatt-Pender     | 2593                                | 23,4                                | −5,2                                |

### Unterhauswahlen 1931
| Ergebnisse der Unterhauswahlen 1931 | Ergebnisse der Unterhauswahlen 1931 | Ergebnisse der Unterhauswahlen 1931 | Ergebnisse der Unterhauswahlen 1931 | Ergebnisse der Unterhauswahlen 1931 | Ergebnisse der Unterhauswahlen 1931 |
| Partei                              | Partei                              | Kandidat                            | Stimmen                             | %                                   | ±                                   |
| ----------------------------------- | ----------------------------------- | ----------------------------------- | ----------------------------------- | ----------------------------------- | ----------------------------------- |
|                                     | National Liberal                    | Thomas Ramsay                       | 5793                                | 54,8                                | +10,7                               |
|                                     | Conservative                        | Iain MacAlisdair Moffatt-Pender     | 4785                                | 45,2                                | +45,2                               |

### Unterhauswahlen 1935
| Ergebnisse der Unterhauswahlen 1935 | Ergebnisse der Unterhauswahlen 1935 | Ergebnisse der Unterhauswahlen 1935 | Ergebnisse der Unterhauswahlen 1935 | Ergebnisse der Unterhauswahlen 1935 | Ergebnisse der Unterhauswahlen 1935 |
| Partei                              | Partei                              | Kandidat                            | Stimmen                             | %                                   | ±                                   |
| ----------------------------------- | ----------------------------------- | ----------------------------------- | ----------------------------------- | ----------------------------------- | ----------------------------------- |
|                                     | Labour                              | Malcolm Macmillan                   | 5421                                | 41,1                                | +41,1                               |
|                                     | National Liberal                    | Thomas Ramsay                       | 4076                                | 30,9                                | −23,9                               |
|                                     | Parteilos                           | Alexander MacEwen                   | 3704                                | 28,1                                | +28,1                               |

### Unterhauswahlen 1945
| Ergebnisse der Unterhauswahlen 1945 | Ergebnisse der Unterhauswahlen 1945 | Ergebnisse der Unterhauswahlen 1945 | Ergebnisse der Unterhauswahlen 1945 | Ergebnisse der Unterhauswahlen 1945 | Ergebnisse der Unterhauswahlen 1945 |
| Partei                              | Partei                              | Kandidat                            | Stimmen                             | %                                   | ±                                   |
| ----------------------------------- | ----------------------------------- | ----------------------------------- | ----------------------------------- | ----------------------------------- | ----------------------------------- |
|                                     | Labour                              | Malcolm Macmillan                   | 5914                                | 45,7                                | +4,6                                |
|                                     | Liberal                             | Huntly McDonald Sinclair            | 4277                                | 33,0                                | +2,1                                |
|                                     | Conservative                        | Iain Macleod                        | 2756                                | 21,3                                | +21,3                               |

### Unterhauswahlen 1950
| Ergebnisse der Unterhauswahlen 1950 | Ergebnisse der Unterhauswahlen 1950 | Ergebnisse der Unterhauswahlen 1950 | Ergebnisse der Unterhauswahlen 1950 | Ergebnisse der Unterhauswahlen 1950 | Ergebnisse der Unterhauswahlen 1950 |
| Partei                              | Partei                              | Kandidat                            | Stimmen                             | %                                   | ±                                   |
| ----------------------------------- | ----------------------------------- | ----------------------------------- | ----------------------------------- | ----------------------------------- | ----------------------------------- |
|                                     | Labour                              | Malcolm Macmillan                   | 8387                                | 53,2                                | +7,5                                |
|                                     | Liberal                             | Huntley McDonald Sinclair           | 6950                                | 44,1                                | +11,1                               |
|                                     | Scottish Home Rule                  | David Murray                        | 425                                 | 2,7                                 | +2,7                                |

### Unterhauswahlen 1951
| Ergebnisse der Unterhauswahlen 1951 | Ergebnisse der Unterhauswahlen 1951 | Ergebnisse der Unterhauswahlen 1951 | Ergebnisse der Unterhauswahlen 1951 | Ergebnisse der Unterhauswahlen 1951 | Ergebnisse der Unterhauswahlen 1951 |
| Partei                              | Partei                              | Kandidat                            | Stimmen                             | %                                   | ±                                   |
| ----------------------------------- | ----------------------------------- | ----------------------------------- | ----------------------------------- | ----------------------------------- | ----------------------------------- |
|                                     | Labour                              | Malcolm Macmillan                   | 8039                                | 48,8                                | −4,4                                |
|                                     | Conservative                        | J. Mitchell                         | 6709                                | 40,7                                | +40,7                               |
|                                     | Liberal                             | David Murray                        | 916                                 | 5,6                                 | −38,5                               |
|                                     | SNP                                 | C. Maclean                          | 820                                 | 5,0                                 | +5,0                                |

### Unterhauswahlen 1955
| Ergebnisse der Unterhauswahlen 1955 | Ergebnisse der Unterhauswahlen 1955 | Ergebnisse der Unterhauswahlen 1955 | Ergebnisse der Unterhauswahlen 1955 | Ergebnisse der Unterhauswahlen 1955 | Ergebnisse der Unterhauswahlen 1955 |
| Partei                              | Partei                              | Kandidat                            | Stimmen                             | %                                   | ±                                   |
| ----------------------------------- | ----------------------------------- | ----------------------------------- | ----------------------------------- | ----------------------------------- | ----------------------------------- |
|                                     | Labour                              | Malcolm Macmillan                   | 8487                                | 57,3                                | +8,5                                |
|                                     | National Liberal                    | John C. Frame                       | 6315                                | 42,7                                | +37,1                               |

### Unterhauswahlen 1959
| Ergebnisse der Unterhauswahlen 1959 | Ergebnisse der Unterhauswahlen 1959 | Ergebnisse der Unterhauswahlen 1959 | Ergebnisse der Unterhauswahlen 1959 | Ergebnisse der Unterhauswahlen 1959 | Ergebnisse der Unterhauswahlen 1959 |
| Partei                              | Partei                              | Kandidat                            | Stimmen                             | %                                   | ±                                   |
| ----------------------------------- | ----------------------------------- | ----------------------------------- | ----------------------------------- | ----------------------------------- | ----------------------------------- |
|                                     | Labour                              | Malcolm Macmillan                   | 8663                                | 53,6                                | −3,7                                |
|                                     | National Liberal                    | Donald B. MacLeod                   | 7496                                | 46,4                                | +3,7                                |

### Unterhauswahlen 1964
| Ergebnisse der Unterhauswahlen 1964 | Ergebnisse der Unterhauswahlen 1964 | Ergebnisse der Unterhauswahlen 1964 | Ergebnisse der Unterhauswahlen 1964 | Ergebnisse der Unterhauswahlen 1964 | Ergebnisse der Unterhauswahlen 1964 |
| Partei                              | Partei                              | Kandidat                            | Stimmen                             | %                                   | ±                                   |
| ----------------------------------- | ----------------------------------- | ----------------------------------- | ----------------------------------- | ----------------------------------- | ----------------------------------- |
|                                     | Labour                              | Malcolm Macmillan                   | 8740                                | 55,1                                | +1,5                                |
|                                     | Liberal                             | Donald B. MacLeod                   | 4894                                | 30,9                                | +30,9                               |
|                                     | Conservative                        | Charles Alexander Cameron           | 2217                                | 14,0                                | +14,0                               |

### Unterhauswahlen 1966
| Ergebnisse der Unterhauswahlen 1966 | Ergebnisse der Unterhauswahlen 1966 | Ergebnisse der Unterhauswahlen 1966 | Ergebnisse der Unterhauswahlen 1966 | Ergebnisse der Unterhauswahlen 1966 | Ergebnisse der Unterhauswahlen 1966 |
| Partei                              | Partei                              | Kandidat                            | Stimmen                             | %                                   | ±                                   |
| ----------------------------------- | ----------------------------------- | ----------------------------------- | ----------------------------------- | ----------------------------------- | ----------------------------------- |
|                                     | Labour                              | Malcolm Macmillan                   | 8565                                | 61,0                                | +5,9                                |
|                                     | Conservative                        | Charles Alexander Cameron           | 2832                                | 20,2                                | +6,2                                |
|                                     | Liberal                             | John Francis Matheson Macleod       | 2638                                | 18,8                                | −12,1                               |

### Unterhauswahlen 1970
| Ergebnisse der Unterhauswahlen 1970 | Ergebnisse der Unterhauswahlen 1970 | Ergebnisse der Unterhauswahlen 1970 | Ergebnisse der Unterhauswahlen 1970 | Ergebnisse der Unterhauswahlen 1970 | Ergebnisse der Unterhauswahlen 1970 |
| Partei                              | Partei                              | Kandidat                            | Stimmen                             | %                                   | ±                                   |
| ----------------------------------- | ----------------------------------- | ----------------------------------- | ----------------------------------- | ----------------------------------- | ----------------------------------- |
|                                     | SNP                                 | Donald Stewart                      | 6568                                | 43,1                                | +43,1                               |
|                                     | Labour                              | Malcolm Macmillan                   | 5842                                | 38,4                                | −22,6                               |
|                                     | Conservative                        | R.K. MacLeod                        | 2822                                | 18,5                                | −1,7                                |

### Unterhauswahlen Februar 1974
| Ergebnisse der Unterhauswahlen Februar 1974 | Ergebnisse der Unterhauswahlen Februar 1974 | Ergebnisse der Unterhauswahlen Februar 1974 | Ergebnisse der Unterhauswahlen Februar 1974 | Ergebnisse der Unterhauswahlen Februar 1974 | Ergebnisse der Unterhauswahlen Februar 1974 |
| Partei                                      | Partei                                      | Kandidat                                    | Stimmen                                     | %                                           | ±                                           |
| ------------------------------------------- | ------------------------------------------- | ------------------------------------------- | ------------------------------------------- | ------------------------------------------- | ------------------------------------------- |
|                                             | SNP                                         | Donald Stewart                              | 10.079                                      | 67,1                                        | +24,0                                       |
|                                             | Labour                                      | A.W. Wilson                                 | 2879                                        | 19,2                                        | −19,2                                       |
|                                             | Conservative                                | John MacKay                                 | 1042                                        | 6,9                                         | −11,6                                       |
|                                             | United Labour Party                         | Malcolm Macmillan                           | 1031                                        | 6,9                                         | +6,9                                        |

### Unterhauswahlen Oktober 1974
| Ergebnisse der Unterhauswahlen Oktober 1974 | Ergebnisse der Unterhauswahlen Oktober 1974 | Ergebnisse der Unterhauswahlen Oktober 1974 | Ergebnisse der Unterhauswahlen Oktober 1974 | Ergebnisse der Unterhauswahlen Oktober 1974 | Ergebnisse der Unterhauswahlen Oktober 1974 |
| Partei                                      | Partei                                      | Kandidat                                    | Stimmen                                     | %                                           | ±                                           |
| ------------------------------------------- | ------------------------------------------- | ------------------------------------------- | ------------------------------------------- | ------------------------------------------- | ------------------------------------------- |
|                                             | SNP                                         | Donald Stewart                              | 8758                                        | 61,5                                        | −5,6                                        |
|                                             | Labour                                      | M. Doig                                     | 3526                                        | 24,7                                        | +5,5                                        |
|                                             | Conservative                                | N.K. Wilson                                 | 1180                                        | 8,3                                         | +1,4                                        |
|                                             | Liberal                                     | N. Macmillan                                | 789                                         | 5,5                                         | +5,5                                        |

### Unterhauswahlen 1979
| Ergebnisse der Unterhauswahlen 1979 | Ergebnisse der Unterhauswahlen 1979 | Ergebnisse der Unterhauswahlen 1979 | Ergebnisse der Unterhauswahlen 1979 | Ergebnisse der Unterhauswahlen 1979 | Ergebnisse der Unterhauswahlen 1979 |
| Partei                              | Partei                              | Kandidat                            | Stimmen                             | %                                   | ±                                   |
| ----------------------------------- | ----------------------------------- | ----------------------------------- | ----------------------------------- | ----------------------------------- | ----------------------------------- |
|                                     | SNP                                 | Donald Stewart                      | 7941                                | 52,5                                | −9,0                                |
|                                     | Labour                              | A. Matheson                         | 4878                                | 32,3                                | +7,8                                |
|                                     | Conservative                        | M. Morrison                         | 1600                                | 10,6                                | +2,3                                |
|                                     | Liberal                             | N. MacLeod                          | 700                                 | 4,6                                 | −0,9                                |

### Unterhauswahlen 1983
| Ergebnisse der Unterhauswahlen 1983 | Ergebnisse der Unterhauswahlen 1983 | Ergebnisse der Unterhauswahlen 1983 | Ergebnisse der Unterhauswahlen 1983 | Ergebnisse der Unterhauswahlen 1983 | Ergebnisse der Unterhauswahlen 1983 |
| Partei                              | Partei                              | Kandidat                            | Stimmen                             | %                                   | ±                                   |
| ----------------------------------- | ----------------------------------- | ----------------------------------- | ----------------------------------- | ----------------------------------- | ----------------------------------- |
|                                     | SNP                                 | Donald Stewart                      | 8272                                | 54,5                                | +2,0                                |
|                                     | Labour                              | Brian Wilson                        | 4560                                | 30,1                                | −2,2                                |
|                                     | Conservative                        | Murdo Morrison                      | 1460                                | 9,6                                 | −1,0                                |
|                                     | Liberal                             | Neil M. MacLeod                     | 876                                 | 5,8                                 | +1,2                                |

### Unterhauswahlen 1987
| Ergebnisse der Unterhauswahlen 1987 | Ergebnisse der Unterhauswahlen 1987 | Ergebnisse der Unterhauswahlen 1987 | Ergebnisse der Unterhauswahlen 1987 | Ergebnisse der Unterhauswahlen 1987 | Ergebnisse der Unterhauswahlen 1987 |
| Partei                              | Partei                              | Kandidat                            | Stimmen                             | %                                   | ±                                   |
| ----------------------------------- | ----------------------------------- | ----------------------------------- | ----------------------------------- | ----------------------------------- | ----------------------------------- |
|                                     | Labour                              | Calum MacDonald                     | 7041                                | 42,7                                | +12,6                               |
|                                     | SNP                                 | Ian Smith                           | 4701                                | 28,5                                | −26,0                               |
|                                     | SDP                                 | Kenneth MacIver                     | 3419                                | 20,7                                | +20,7                               |
|                                     | Conservative                        | M. Morrison                         | 1336                                | 8,1                                 | −1,5                                |

### Unterhauswahlen 1992
| Ergebnisse der Unterhauswahlen 1992 | Ergebnisse der Unterhauswahlen 1992 | Ergebnisse der Unterhauswahlen 1992 | Ergebnisse der Unterhauswahlen 1992 | Ergebnisse der Unterhauswahlen 1992 | Ergebnisse der Unterhauswahlen 1992 |
| Partei                              | Partei                              | Kandidat                            | Stimmen                             | %                                   | ±                                   |
| ----------------------------------- | ----------------------------------- | ----------------------------------- | ----------------------------------- | ----------------------------------- | ----------------------------------- |
|                                     | Labour                              | Calum MacDonald                     | 7664                                | 47,8                                | +5,1                                |
|                                     | SNP                                 | Frances M. MacFarlane               | 5961                                | 37,2                                | +8,7                                |
|                                     | Conservative                        | Robert J. Heany                     | 1362                                | 8,5                                 | +0,4                                |
|                                     | Liberal Democrats                   | Neil Mitchison                      | 552                                 | 3,4                                 | +3,4                                |
|                                     | Parteilos                           | Andrew R. Price                     | 491                                 | 3,1                                 | +3,1                                |

### Unterhauswahlen 1997
| Ergebnisse der Unterhauswahlen 1997 | Ergebnisse der Unterhauswahlen 1997 | Ergebnisse der Unterhauswahlen 1997 | Ergebnisse der Unterhauswahlen 1997 | Ergebnisse der Unterhauswahlen 1997 | Ergebnisse der Unterhauswahlen 1997 |
| Partei                              | Partei                              | Kandidat                            | Stimmen                             | %                                   | ±                                   |
| ----------------------------------- | ----------------------------------- | ----------------------------------- | ----------------------------------- | ----------------------------------- | ----------------------------------- |
|                                     | Labour                              | Calum MacDonald                     | 8955                                | 55,6                                | +7,8                                |
|                                     | SNP                                 | Anne Lorne Gillies                  | 5379                                | 33,4                                | −3,8                                |
|                                     | Conservative                        | James McGrigor                      | 1071                                | 6,7                                 | −1,8                                |
|                                     | Liberal Democrats                   | Neil Mitchison                      | 495                                 | 3,1                                 | −0,3                                |
|                                     | Referendum                          | Ralph Lionel                        | 206                                 | 1,3                                 | +1,3                                |

### Unterhauswahlen 2001
| Ergebnisse der Unterhauswahlen 2001 | Ergebnisse der Unterhauswahlen 2001 | Ergebnisse der Unterhauswahlen 2001 | Ergebnisse der Unterhauswahlen 2001 | Ergebnisse der Unterhauswahlen 2001 | Ergebnisse der Unterhauswahlen 2001 |
| Partei                              | Partei                              | Kandidat                            | Stimmen                             | %                                   | ±                                   |
| ----------------------------------- | ----------------------------------- | ----------------------------------- | ----------------------------------- | ----------------------------------- | ----------------------------------- |
|                                     | Labour                              | Calum MacDonald                     | 5924                                | 45,0                                | −10,6                               |
|                                     | SNP                                 | Alasdair Nicholson                  | 4850                                | 36,9                                | +3,5                                |
|                                     | Conservative                        | Douglas Taylor                      | 1250                                | 9,5                                 | +2,8                                |
|                                     | Liberal Democrats                   | John Horne                          | 849                                 | 6,5                                 | +3,4                                |
|                                     | Socialist                           | Joanne Telfer                       | 286                                 | 2,2                                 | +2,2                                |

### Unterhauswahlen 2005
| Ergebnisse der Unterhauswahlen 2005 | Ergebnisse der Unterhauswahlen 2005 | Ergebnisse der Unterhauswahlen 2005 | Ergebnisse der Unterhauswahlen 2005 | Ergebnisse der Unterhauswahlen 2005 | Ergebnisse der Unterhauswahlen 2005 |
| Partei                              | Partei                              | Kandidat                            | Stimmen                             | %                                   | ±                                   |
| ----------------------------------- | ----------------------------------- | ----------------------------------- | ----------------------------------- | ----------------------------------- | ----------------------------------- |
|                                     | SNP                                 | Angus MacNeil                       | 6213                                | 44,9                                | +8,0                                |
|                                     | Labour                              | Calum MacDonald                     | 4772                                | 34,4                                | −10,6                               |
|                                     | Liberal Democrats                   | Jean Davis                          | 1096                                | 7,9                                 | +1,4                                |
|                                     | Christian Vote                      | George Hargreaves                   | 1048                                | 7,6                                 | +7,6                                |
|                                     | Conservative                        | Andy Maciver                        | 610                                 | 4,4                                 | −5,1                                |
|                                     | Socialist                           | Joanne Telfer                       | 97                                  | 0,7                                 | −1,5                                |

### Unterhauswahlen 2010
| Ergebnisse der Unterhauswahlen 2010 | Ergebnisse der Unterhauswahlen 2010 | Ergebnisse der Unterhauswahlen 2010 | Ergebnisse der Unterhauswahlen 2010 | Ergebnisse der Unterhauswahlen 2010 | Ergebnisse der Unterhauswahlen 2010 |
| Partei                              | Partei                              | Kandidat                            | Stimmen                             | %                                   | ±                                   |
| ----------------------------------- | ----------------------------------- | ----------------------------------- | ----------------------------------- | ----------------------------------- | ----------------------------------- |
|                                     | SNP                                 | Angus MacNeil                       | 6723                                | 45,7                                | +0,8                                |
|                                     | Labour                              | Donald John MacSween                | 4838                                | 32,9                                | −1,5                                |
|                                     | Parteilos                           | Murdo Murray                        | 1412                                | 9,6                                 | +9,6                                |
|                                     | Liberal Democrats                   | Jean Davis                          | 1097                                | 7,5                                 | −0,4                                |
|                                     | Conservative                        | Sheena Louise Norquay               | 647                                 | 4,4                                 | ±0,0                                |

### Unterhauswahlen 2015
| Ergebnisse der Unterhauswahlen 2015 | Ergebnisse der Unterhauswahlen 2015 | Ergebnisse der Unterhauswahlen 2015 | Ergebnisse der Unterhauswahlen 2015 | Ergebnisse der Unterhauswahlen 2015 | Ergebnisse der Unterhauswahlen 2015 |
| Partei                              | Partei                              | Kandidat                            | Stimmen                             | %                                   | ±                                   |
| ----------------------------------- | ----------------------------------- | ----------------------------------- | ----------------------------------- | ----------------------------------- | ----------------------------------- |
|                                     | SNP                                 | Angus MacNeil                       | 8662                                | 54,3                                | +8,6                                |
|                                     | Labour                              | Alasdair Morrison                   | 4560                                | 28,6                                | −4,3                                |
|                                     | Conservative                        | Mark Brown                          | 1215                                | 7,6                                 | +3,2                                |
|                                     | Christian                           | John Cormack                        | 1045                                | 6,6                                 | +6,6                                |
|                                     | Liberal Democrats                   | Ruaraidh Ferguson                   | 456                                 | 2,9                                 | −4,6                                |

### Unterhauswahlen 2017
| Ergebnisse der Unterhauswahlen 2017 | Ergebnisse der Unterhauswahlen 2017 | Ergebnisse der Unterhauswahlen 2017 | Ergebnisse der Unterhauswahlen 2017 | Ergebnisse der Unterhauswahlen 2017 | Ergebnisse der Unterhauswahlen 2017 |
| Partei                              | Partei                              | Kandidat                            | Stimmen                             | %                                   | ±                                   |
| ----------------------------------- | ----------------------------------- | ----------------------------------- | ----------------------------------- | ----------------------------------- | ----------------------------------- |
|                                     | SNP                                 | Angus MacNeil                       | 6013                                | 40,6                                | −13,7                               |
|                                     | Labour                              | Ealasaid MacDonald                  | 5006                                | 33,8                                | +5,2                                |
|                                     | Conservative                        | Dan McCroskrie                      | 2441                                | 16,5                                | +8,8                                |
|                                     | Christian                           | John Cormack                        | 1108                                | 7,5                                 | +0,9                                |
|                                     | Liberal Democrats                   | James Paterson                      | 250                                 | 1,7                                 | −1,2                                |

### Unterhauswahlen 2019
| Ergebnisse der Unterhauswahlen 2019 | Ergebnisse der Unterhauswahlen 2019 | Ergebnisse der Unterhauswahlen 2019 | Ergebnisse der Unterhauswahlen 2019 | Ergebnisse der Unterhauswahlen 2019 | Ergebnisse der Unterhauswahlen 2019 |
| Partei                              | Partei                              | Kandidat                            | Stimmen                             | %                                   | ±                                   |
| ----------------------------------- | ----------------------------------- | ----------------------------------- | ----------------------------------- | ----------------------------------- | ----------------------------------- |
|                                     | SNP                                 | Angus MacNeil                       | 6513                                | 45,1                                | +4,5                                |
|                                     | Labour                              | Alison McCorquodale                 | 4093                                | 28,3                                | −5,5                                |
|                                     | Conservative                        | Jennifer Ross                       | 3216                                | 22,2                                | +5,7                                |
|                                     | Liberal Democrats                   | Neil Mitchison                      | 637                                 | 4,4                                 | +2,7                                |